# Liáns
Santaia de Liáns és una parròquia del municipi gallec d'Oleiros, a la província de la Corunya. Es troba a la zona sud del municipi, a la vora de la ria de la Corunya.

## Demografia
Tenia l'any 2015 una població de 10.060 habitants agrupats en 35 entitats de població: A Babilonia, O Bañil, O Barral, Bastiagueiro, O Camiño de Vieiro, A Capela, Os Carragás, O Castro, O Catasol, A Choupana, Coruxo de Abaixo, Coruxo de Arriba, O Cubo, A Eira de Concha, Eirís, A Ferrala, A Fonte do Espiño, Franzomel, A Gaiteira, Lamastelle, Lóngora, O Loural, Meixón Frío, Montrove, Morouzo, Mosteiro, O Muíño do Vento, O Pazo do Río, Pazos, O Porto de Santa Cruz, Os Regos, Romardeiro, O Seixo, O Souto i Vista Alegre.

## Llocs d'interès
- Església parroquial, d'estil barroc, del segle xvii. S'hi van rodar els capítols de la sèrie Padre Casares.
- Castell de Santa Cruz, situat en un illot a l'ensenada del mateix nom. Es va construir en el segle XVI per completar el sistema defensiu de la ria de la Corunya.
- Museu dels Oleiros, situat a la Torre de Santa Cruz. Acull una col·lecció única a Europa de ceràmica popular i és la seu d'Alfaroleiros, una de les fires de ceràmica tradicional més importants d'Espanya.